# Бою-Маре
Бою-Маре (рум. Boiu Mare) — село у повіті Марамуреш в Румунії. Адміністративний центр комуни Бою-Маре.
Село розташоване на відстані 382 км на північний захід від Бухареста, 30 км на південь від Бая-Маре, 68 км на північ від Клуж-Напоки.

## Населення
За даними перепису населення 2002 року у селі проживали 616 осіб, з них 614 осіб (99,7%) румунів. Рідною мовою 615 осіб (99,8%) назвали румунську.